# Snellius-Gletscher
Der Snellius-Gletscher (bulgarisch ледник Снелий lednik Snelij) ist ein 3 km langer und 7 km breiter Gletscher an der Nordküste von Elephant Island im Archipel der Südlichen Shetlandinseln. Er fließt von den nördlichen Hängen des Pardo Ridge in nördlicher Richtung zur Drakestraße, die er zwischen dem Eratosthenes Point und dem Ronalds Point erreicht. 
Britische Wissenschaftler kartierten ihn zuletzt 2009. Die bulgarische Kommission für Antarktische Geographische Namen benannte den Gletscher im April 2021 nach dem niederländischen Astronomen und Mathematiker Willebrord Snellius, der erstmals Entfernungen mittels Triangulation ermittelte.